# André Chédel
André Chédel, né à Neuchâtel en 1915 et mort au Locle en 1984, est un philosophe et chercheur suisse, écrivain, orientaliste et journaliste.

## Famille et études
Enfant unique d’une famille du Locle, il porte très jeune un grand intérêt aux langues et civilisations orientales. Il étudie d'abord en autodidacte puis à Paris à l'École pratique des hautes études, à l'École des langues orientales et à la Sorbonne entre 1936 et 1939.

## Écrits
Passionné par l’Orient et s’intéressant aux idées philosophiques, spirituelles et religieuses, il compose en 1944 une anthologie de textes religieux et sacrés orientaux, puis plusieurs essais, notamment Judaïsme et christianisme : les bases d’une entente entre juifs et chrétiens, vers une religion spiritualiste (1951), Pour un humanisme laïc (1963), Au seuil du temple de Salomon : réflexions sur la franc-maçonnerie (1977) et enfin L’absolu, cette recherche : analyse des religions monothéistes (1980). Son activité littéraire est riche, variée et accessible. Il écrit également, entre autres choses, un roman, La montée au Carmel (1958), un recueil de nouvelles Contes et portraits (1958), un ensemble de courts textes,Vagabondages : évocations et réflexions (1974), ainsi que différents récits de voyage.
Parallèlement, il traduit en français de nombreux textes, notamment des œuvres en russe (La Russie face à l’Occident de Dostoïevski en 1945, les Nouvelles d'Anton Tchekhov en 1959), en grec ancien (Les Perses d'Eschyle en 1946), en arabe (Choix de Contes des mille et une nuits en 1949), en sanskrit (Bhagavad-Gîtâ en 1971) et en pali (Dhammapada en 1976). En outre, il rédige plusieurs préfaces.
En plus de ses publications abondantes, André Chédel est aussi journaliste indépendant et collabore avec de nombreux quotidiens et revues : le Journal de Genève, la Gazette de Lausanne, L'Essor (qu'il dirige de 1950 à 1952), L'Impartial, La Revue de Suisse, La Vie protestante et d’autres.
André Chédel était franc-maçon, membre de la Grande Loge suisse Alpina.

## Distinctions
Il a reçu plusieurs prix et distinctions: il est notamment docteur ès Lettres Honoris Causa de l'Université de Neuchâtel en 1962.
L'Académie française lui décerne prix Louis-Paul-Miller en 1972 pour son ouvrage Vers l’Universalité.